# Сабор Светих апостола
Сабор Светих славних и свехвалних апостола, Павловдан је хришћански празник. Мада сваки од дванаест великих апостола има свој посебан дан када се слави, ипак је црква одредила овај празник за саборни празник свих апостола заједно, и уз њих Павла.
Овим празником прослављају се: Апостол Петар, Апостол Андреј, Јаков Зеведејев, Апостол Јован, Апостол Филип, Апостол Вартоломеј, Апостол Тома, Апостол Матеј, Апостол Јаков Алфејев, Апостол Тадеј, Апостол Симон Зилот, Апостол Матија, Апостол Павле. Сви апостоли су сем Јована мученички страдали: Петар – распет на крст наопако; Андреј – распет на крст; Јаков Зеведејев – посечен; Филип – распет на крст; Вартоломеј – распет на крст, па одеран и посечен; Тома – избоден са пет копаља; Матеј – спаљен; Јаков Алфејев – распет на крст; Тадеј – распет на крст; Симон Зилот – распет на крст; Матеј – каменован, па мртав посечен секиром; Павле – посечен.
Сабор светих славних и свехвалних апостола пада на дан после празника светог апостола Петра и Павла.
Цар Константин Велики (306—337) саградио је у Цариграду храм у име дванаест апостола.
Српска православна црква слави овај празник 30. јуна по црквеном, а 13. јула по грегоријанском календару.
Храм Сабор Светих Апостола налази се у Апатину уз градско шеталиште на самој обали Дунава.